# Meteor Tallinn
Meteor Tallinn war ein Fußballverein aus der estnischen Hauptstadt Tallinn. 

## Geschichte
Der Verein wurde 1908 im Stadtteil Lasnamäe in Tallinn gegründet und ist damit der älteste Fußballverein in Estland. Die Spielkleidung bestand aus Hemden in blau und weiß sowie weißen Hosen. Kurze Zeit später entstand in Tallinn mit Merkuur ein weiterer Fußballverein. Gegen diesen absolvierte Meteor am 6. Juni 1909 das erste Fußballspiel in Estland und konnte mit 4:2 gewinnen.